# رافائلا کارا
رافائلا کارا (ایتالیایی: Raffaella Carrà؛ زادهٔ ۱۸ ژوئن ۱۹۴۳) بازیگر، مجری و خواننده اهل ایتالیا است.
- قطار سریع‌السیر فون راین